# Jonathan David
Jonathan Christian David (New York, 14 januari 2000) is een in de Verenigde Staten geboren Canadees voetballer die doorgaans speelt als spits. In juli 2025 verruilde hij Lille OSC voor Juventus. David debuteerde in 2018 in het Canadees voetbalelftal.

## Clubcarrière
David werd geboren in Brooklyn, New York, als zoon van Haïtiaanse ouders. Toen hij drie maanden oud was, verhuisde het gezin naar Port-au-Prince. Toen hij zes jaar oud was, verhuisde David met zijn familie naar het Canadese Ottawa. In Canada speelde David voor de Ottawa Gloucester Hornets.
In de zomer van 2017 tekende de aanvaller een voorcontract bij AA Gent, waarnaar hij in januari 2018 daadwerkelijk de overstap maakte. Hij tekende een contract tot medio 2019. In zijn eerste halve seizoen kwam David nog niet aan spelen toe, maar tijdens de tweede speeldag van het seizoen 2018/19 beleefde hij zijn vuurdoop. Tegen Zulte Waregem begon hij op de reservebank, maar coach Yves Vanderhaeghe liet de aanvaller na zevenenzeventig minuten invallen voor Roman Jaremtsjoek. Op dat moment stond Zulte Waregem op voorsprong door een doelpunt van Timothy Derijck. David maakte in de blessuretijd gelijk door op aangeven van Ihor Plastoen zijn eerste professionele doelpunt te maken. Hierdoor eindigde de wedstrijd in 1–1. Na vijf wedstrijden in het eerste elftal en evenzoveel doelpunten verlengde David zijn contract bij Gent tot medio 2022. Het seizoen 2018/19 sloot de Canadees af met twaalf competitiedoelpunten.
In oktober 2019 verlengde David andermaal zijn verbintenis, net als teamgenoten Roman Jaremtsjoek en Giorgi Tsjakvetadze. Later dat seizoen, op 23 februari 2020, maakte hij een hattrick in de met 4–1 gewonnen competitiewedstrijd tegen STVV en kwam daarmee aan de leiding te staan in de stand van de topschutters. Hij beëindigde het door de coronacrisis vroegtijdig stopgezette seizoen 2019/20 met 18 doelpunten in 27 competitiewedstrijden, maar moest Dieumerci Mbokani, die evenveel doelpunten scoorde maar er één meer maakte op verplaatsing, laten voorgaan in de eindstand.
Na dat seizoen ontving David de Jean-Claude Bouvy-Trofee, de supporterstrofee van AA Gent.
In augustus 2020 werd David verkocht aan Lille OSC voor een bedrag van meer dan dertig miljoen euro en werd daarmee de duurste uitgaande transfer ooit voor een Belgische club. Hij tekende er een contract voor vijf seizoenen. In de seizoenen 2022/23 en 2023/24 kwam David tot respectievelijk vierentwintig en negentien competitiedoelpunten, waarmee hij achtereenvolgens op de derde en tweede plek van de topscorerslijst belandde. Zijn verbintenis verliep medio 2025 en daarna tekende hij voor vijf jaar bij Juventus.

## Clubstatistieken
| Seizoen | Club      | Competitie      | Competitie | Competitie | Beker | Beker | Internationaal | Internationaal | Totaal | Totaal |
| Seizoen | Club      | Competitie      | Wed.       | Dlp.       | Wed.  | Dlp.  | Wed.           | Dlp.           | Wed.   | Dlp.   |
| ------- | --------- | --------------- | ---------- | ---------- | ----- | ----- | -------------- | -------------- | ------ | ------ |
| 2017/18 | AA Gent   | Eerste klasse A | 0          | 0          | 0     | 0     | 0              | 0              | 0      | 0      |
| 2018/19 | AA Gent   | Eerste klasse A | 33         | 12         | 6     | 0     | 4              | 2              | 43     | 14     |
| 2019/20 | AA Gent   | Eerste klasse A | 27         | 18         | 0     | 0     | 13             | 5              | 40     | 23     |
| 2020/21 | Lille OSC | Ligue 1         | 37         | 13         | 3     | 0     | 8              | 0              | 48     | 13     |
| 2021/22 | Lille OSC | Ligue 1         | 38         | 15         | 2     | 1     | 8              | 3              | 48     | 19     |
| 2022/23 | Lille OSC | Ligue 1         | 37         | 24         | 3     | 2     | —              | —              | 40     | 26     |
| 2023/24 | Lille OSC | Ligue 1         | 34         | 19         | 3     | 3     | 10             | 4              | 47     | 26     |
| 2024/25 | Lille OSC | Ligue 1         | 32         | 16         | 3     | 0     | 14             | 9              | 49     | 25     |
| 2025/26 | Juventus  | Serie A         | 0          | 0          | 0     | 0     | 0              | 0              | 0      | 0      |
| Totaal  | Totaal    | Totaal          | 238        | 117        | 20    | 6     | 57             | 23             | 315    | 146    |

Bijgewerkt op 7 juli 2025.

## Interlandcarrière
David kwam als jeugdspeler uit voor de Canadese nationale jeugdelftallen –17 en –23. Hij debuteerde op 9 september 2018 in het nationale elftal, in een kwalificatiewedstrijd voor de CONCACAF Nations League tegen de Amerikaanse Maagdeneilanden en maakte daarin twee doelpunten (eindstand 0–8). Bondscoach John Herdman nam David een jaar later mee naar de Gold Cup 2019. Hierop werd hij met zes doelpunten topscorer van het toernooi.
In november 2022 werd David door Herdman opgenomen in de selectie van Canada voor het WK 2022. Tijdens dit WK werd Canada uitgeschakeld in de groepsfase na nederlagen tegen België, Kroatië en Marokko. David kwam in alle drie duels in actie. Zijn toenmalige clubgenoot Timothy Weah (Verenigde Staten) was ook actief op het toernooi.
Anderhalf jaar later nam bondscoach Jesse Marsch David op in zijn selectie voor de Copa América 2024. In de groepsfase werd verloren van Argentinië (2–0), gewonnen van Peru (0–1) en gelijkgespeeld tegen Chili (0–0), wat genoeg was om door te gaan naar de knock-outfase. Canada schakelde Venezuela uit na een strafschoppenreeks (1–1, 3–4), waarna Argentinië opnieuw met 2–0 te sterk was. De strijd om de derde plek werd na strafschoppen verloren van Uruguay (2–2, 3–4). David speelde in alle wedstrijden en maakte twee doelpunten.
| Interlands van Jonathan David voor Canada | Interlands van Jonathan David voor Canada | Interlands van Jonathan David voor Canada | Interlands van Jonathan David voor Canada | Interlands van Jonathan David voor Canada | Interlands van Jonathan David voor Canada | Interlands van Jonathan David voor Canada |
| №                                         | Datum                                     | Wedstrijd                                 | Uitslag                                   | Competitie                                | Goals                                     |                                           |
| Als speler bij AA Gent                    | Als speler bij AA Gent                    | Als speler bij AA Gent                    | Als speler bij AA Gent                    | Als speler bij AA Gent                    | Als speler bij AA Gent                    | Als speler bij AA Gent                    |
| ----------------------------------------- | ----------------------------------------- | ----------------------------------------- | ----------------------------------------- | ----------------------------------------- | ----------------------------------------- | ----------------------------------------- |
| 1                                         | 9 september 2018                          | Am. Maagdeneil. – Canada                  | 0 – 8                                     | Nations League 2019/20 kwalificatie       | 32', 37'                                  |                                           |
| 2                                         | 16 oktober 2018                           | Canada – Dominica                         | 5 – 0                                     | Nations League 2019/20 kwalificatie       | 3'                                        |                                           |
| 3                                         | 18 november 2018                          | Saint Kitts en Nevis – Canada             | 0 – 1                                     | Nations League 2019/20 kwalificatie       |                                           |                                           |
| 4                                         | 24 maart 2019                             | Canada – Frans-Guyana                     | 4 – 1                                     | Nations League 2019/20 kwalificatie       | 41'                                       |                                           |
| 5                                         | 10 juni 2019                              | Trinidad en Tobago – Canada               | 0 – 2                                     | Vriendschappelijk                         |                                           |                                           |
| 6                                         | 16 juni 2019                              | Canada – Martinique                       | 4 – 0                                     | Gold Cup 2019                             | 33', 53'                                  |                                           |
| 7                                         | 19 juni 2019                              | Mexico – Canada                           | 3 – 1                                     | Gold Cup 2019                             |                                           |                                           |
| 8                                         | 23 juni 2019                              | Canada – Cuba                             | 7 – 0                                     | Gold Cup 2019                             | 3', 71', 77'                              |                                           |
| 9                                         | 30 juni 2019                              | Haïti – Canada                            | 3 – 2                                     | Gold Cup 2019                             | 18'                                       |                                           |
| 10                                        | 7 september 2019                          | Canada – Cuba                             | 6 – 0                                     | Nations League 2019/20                    | 21'                                       |                                           |
| 11                                        | 10 september 2019                         | Cuba – Canada                             | 0 – 1                                     | Nations League 2019/20                    |                                           |                                           |
| 12                                        | 15 oktober 2019                           | Canada – Verenigde Staten                 | 2 – 0                                     | Nations League 2019/20                    |                                           |                                           |
| 13                                        | 15 november 2019                          | Verenigde Staten – Canada                 | 4 – 1                                     | Nations League 2019/20                    |                                           |                                           |
| Als speler bij Lille OSC                  |                                           |                                           |                                           |                                           |                                           |                                           |
| 14                                        | 5 juni 2021                               | Aruba – Canada                            | 0 – 7                                     | WK 2022 kwalificatie                      | 89'                                       |                                           |
| 15                                        | 8 juni 2021                               | Canada – Suriname                         | 4 – 0                                     | WK 2022 kwalificatie                      | 59', 74', 78' (pen.)                      |                                           |
| 16                                        | 12 juni 2021                              | Haïti – Canada                            | 0 – 1                                     | WK 2022 kwalificatie                      |                                           |                                           |
| 17                                        | 15 juni 2021                              | Canada – Haïti                            | 3 – 0                                     | WK 2022 kwalificatie                      |                                           |                                           |
| 18                                        | 2 september 2021                          | Canada – Honduras                         | 1 – 1                                     | WK 2022 kwalificatie                      |                                           |                                           |
| 19                                        | 5 september 2021                          | Verenigde Staten – Canada                 | 1 – 1                                     | WK 2022 kwalificatie                      |                                           |                                           |
| 20                                        | 8 september 2021                          | Canada – El Salvador                      | 3 – 0                                     | WK 2022 kwalificatie                      |                                           |                                           |
| 21                                        | 7 oktober 2021                            | Mexico – Canada                           | 1 – 1                                     | WK 2022 kwalificatie                      |                                           |                                           |
| 22                                        | 10 oktober 2021                           | Jamaica – Canada                          | 0 – 0                                     | WK 2022 kwalificatie                      |                                           |                                           |
| 23                                        | 13 oktober 2021                           | Canada – Panama                           | 4 – 1                                     | WK 2022 kwalificatie                      | 78'                                       |                                           |
| 24                                        | 12 november 2021                          | Canada – Costa Rica                       | 1 – 0                                     | WK 2022 kwalificatie                      | 57'                                       |                                           |
| 25                                        | 16 november 2021                          | Canada – Mexico                           | 2 – 1                                     | WK 2022 kwalificatie                      |                                           |                                           |
| 26                                        | 27 januari 2022                           | Honduras – Canada                         | 0 – 2                                     | WK 2022 kwalificatie                      | 73'                                       |                                           |
| 27                                        | 30 januari 2022                           | Canada – Verenigde Staten                 | 2 – 0                                     | WK 2022 kwalificatie                      |                                           |                                           |
| 28                                        | 2 februari 2022                           | El Salvador – Canada                      | 0 – 2                                     | WK 2022 kwalificatie                      | 90+3'                                     |                                           |
| 29                                        | 24 maart 2022                             | Costa Rica – Canada                       | 1 – 0                                     | WK 2022 kwalificatie                      |                                           |                                           |
| 30                                        | 27 maart 2022                             | Canada – Jamaica                          | 4 – 0                                     | WK 2022 kwalificatie                      |                                           |                                           |
| 31                                        | 30 maart 2022                             | Panama – Canada                           | 1 – 0                                     | WK 2022 kwalificatie                      |                                           |                                           |
| 32                                        | 10 juni 2022                              | Canada – Curaçao                          | 4 – 0                                     | Nations League 2022/23                    |                                           |                                           |
| 33                                        | 14 juni 2022                              | Honduras – Canada                         | 2 – 1                                     | Nations League 2022/23                    | 86'                                       |                                           |
| 34                                        | 23 september 2022                         | Qatar – Canada                            | 0 – 2                                     | Vriendschappelijk                         | 13'                                       |                                           |
| 35                                        | 27 september 2022                         | Canada – Uruguay                          | 0 – 2                                     | Vriendschappelijk                         |                                           |                                           |
| 36                                        | 17 november 2022                          | Japan – Canada                            | 1 – 2                                     | Vriendschappelijk                         |                                           |                                           |
| 37                                        | 23 november 2022                          | België – Canada                           | 1 – 0                                     | WK 2022                                   |                                           |                                           |
| 38                                        | 27 november 2022                          | Kroatië – Canada                          | 4 – 1                                     | WK 2022                                   |                                           |                                           |
| 39                                        | 1 december 2022                           | Canada – Marokko                          | 1 – 2                                     | WK 2022                                   |                                           |                                           |
| 40                                        | 25 maart 2023                             | Curaçao – Canada                          | 0 – 2                                     | Nations League 2022/23                    | 23'                                       |                                           |
| 41                                        | 28 maart 2023                             | Canada – Honduras                         | 4 – 1                                     | Nations League 2022/23                    | 49'                                       |                                           |
| 42                                        | 15 juni 2023                              | Panama – Canada                           | 0 – 2                                     | Nations League 2022/23                    | 25'                                       |                                           |
| 43                                        | 18 juni 2023                              | Verenigde Staten – Canada                 | 2 – 0                                     | Nations League 2022/23                    |                                           |                                           |
| 44                                        | 13 oktober 2023                           | Japan – Canada                            | 4 – 1                                     | Vriendschappelijk                         |                                           |                                           |
| 45                                        | 18 november 2023                          | Jamaica – Canada                          | 1 – 2                                     | Nations League 2023/24                    | 46'                                       |                                           |
| 46                                        | 21 november 2023                          | Canada – Jamaica                          | 2 – 3                                     | Nations League 2023/24                    |                                           |                                           |
| 47                                        | 23 maart 2024                             | Canada – Trinidad en Tobago               | 2 – 0                                     | Copa América 2024 kwalificatie            |                                           |                                           |
| 48                                        | 6 juni 2024                               | Nederland – Canada                        | 4 – 0                                     | Vriendschappelijk                         |                                           |                                           |
| 49                                        | 9 juni 2024                               | Frankrijk – Canada                        | 0 – 0                                     | Vriendschappelijk                         |                                           |                                           |
| 50                                        | 20 juni 2024                              | Argentinië – Canada                       | 2 – 0                                     | Copa América 2024                         |                                           |                                           |
| 51                                        | 25 juni 2024                              | Peru – Canada                             | 0 – 1                                     | Copa América 2024                         | 74'                                       |                                           |
| 52                                        | 29 juni 2024                              | Canada – Chili                            | 0 – 0                                     | Copa América 2024                         |                                           |                                           |
| 53                                        | 5 juli 2024                               | Venezuela – Canada                        | 1 – 1 (3 – 4 n.s.)                        | Copa América 2024                         |                                           |                                           |
| 54                                        | 9 juli 2024                               | Argentinië – Canada                       | 2 – 0                                     | Copa América 2024                         |                                           |                                           |
| 55                                        | 13 juli 2024                              | Canada – Uruguay                          | 2 – 2 (3 – 4 n.s.)                        | Copa América 2024                         | 80'                                       |                                           |
| 56                                        | 7 september 2024                          | Verenigde Staten – Canada                 | 1 – 2                                     | Vriendschappelijk                         | 58'                                       |                                           |
| 57                                        | 10 september 2024                         | Canada – Mexico                           | 0 – 0                                     | Vriendschappelijk                         |                                           |                                           |
| 58                                        | 15 oktober 2024                           | Canada – Panama                           | 2 – 1                                     | Vriendschappelijk                         | 87'                                       |                                           |
| 59                                        | 15 november 2024                          | Suriname – Canada                         | 0 – 1                                     | Nations League 2024/25                    |                                           |                                           |
| 60                                        | 20 november 2024                          | Canada – Suriname                         | 3 – 0                                     | Nations League 2024/25                    | 23'                                       |                                           |
| 61                                        | 21 maart 2025                             | Mexico – Canada                           | 0 – 2                                     | Nations League 2024/25                    |                                           |                                           |
| 62                                        | 23 maart 2025                             | Canada – Verenigde Staten                 | 2 – 1                                     | Nations League 2024/25                    | 59'                                       |                                           |
| 63                                        | 7 juni 2025                               | Canada – Oekraïne                         | 4 – 2                                     | Vriendschappelijk                         | 4', 24'                                   |                                           |
| 64                                        | 11 juni 2025                              | Canada – Ivoorkust                        | 0 – 0                                     | Vriendschappelijk                         |                                           |                                           |
| 65                                        | 18 juni 2025                              | Canada – Honduras                         | 6 – 0                                     | Gold Cup 2025                             |                                           |                                           |
| 66                                        | 22 juni 2025                              | Curaçao – Canada                          | 1 – 1                                     | Gold Cup 2025                             |                                           |                                           |
| 67                                        | 25 juni 2025                              | El Salvador – Canada                      | 2 – 0                                     | Gold Cup 2025                             | 53'                                       |                                           |
| 68                                        | 29 juni 2025                              | Guatemala – Canada                        | 1 – 1 (5 – 6 n.s.)                        | Gold Cup 2025                             | 30'                                       |                                           |

Bijgewerkt op 7 juli 2025.

## Erelijst
| Competitie                |           |                    |           |           |
| Competitie                | Aantal    | Jaren              |           |           |
| Lille OSC                 | Lille OSC | Lille OSC          | Lille OSC | Lille OSC |
| ------------------------- | --------- | ------------------ | --------- | --------- |
| Ligue 1                   | 1         | 2020/21            |           |           |
| Trophée des Champions     | 1         | 2021               |           |           |
| Individueel               |           |                    |           |           |
| Topscorer Eerste klasse A | 1         | 2019/20 (18 goals) |           |           |